# Friedrich von Wieser
Friedrich Freiherr von Wieser (seit 1919 nur Wieser; * 10. Juli 1851 in Wien; † 22. Juli 1926 in St. Gilgen, Land Salzburg) war österreichischer Volkswirt (Hauptvertreter der neoklassischen Grenznutzenlehre) und Soziologe. Mit Carl Menger und Eugen von Böhm-Bawerk gilt er als Begründer der Österreichischen Schule der Nationalökonomie. Er bedacht das Konzept „Alternativkosten“ (oder „Opportunitätskosten“) und eine Theorie darüber.

## Leben

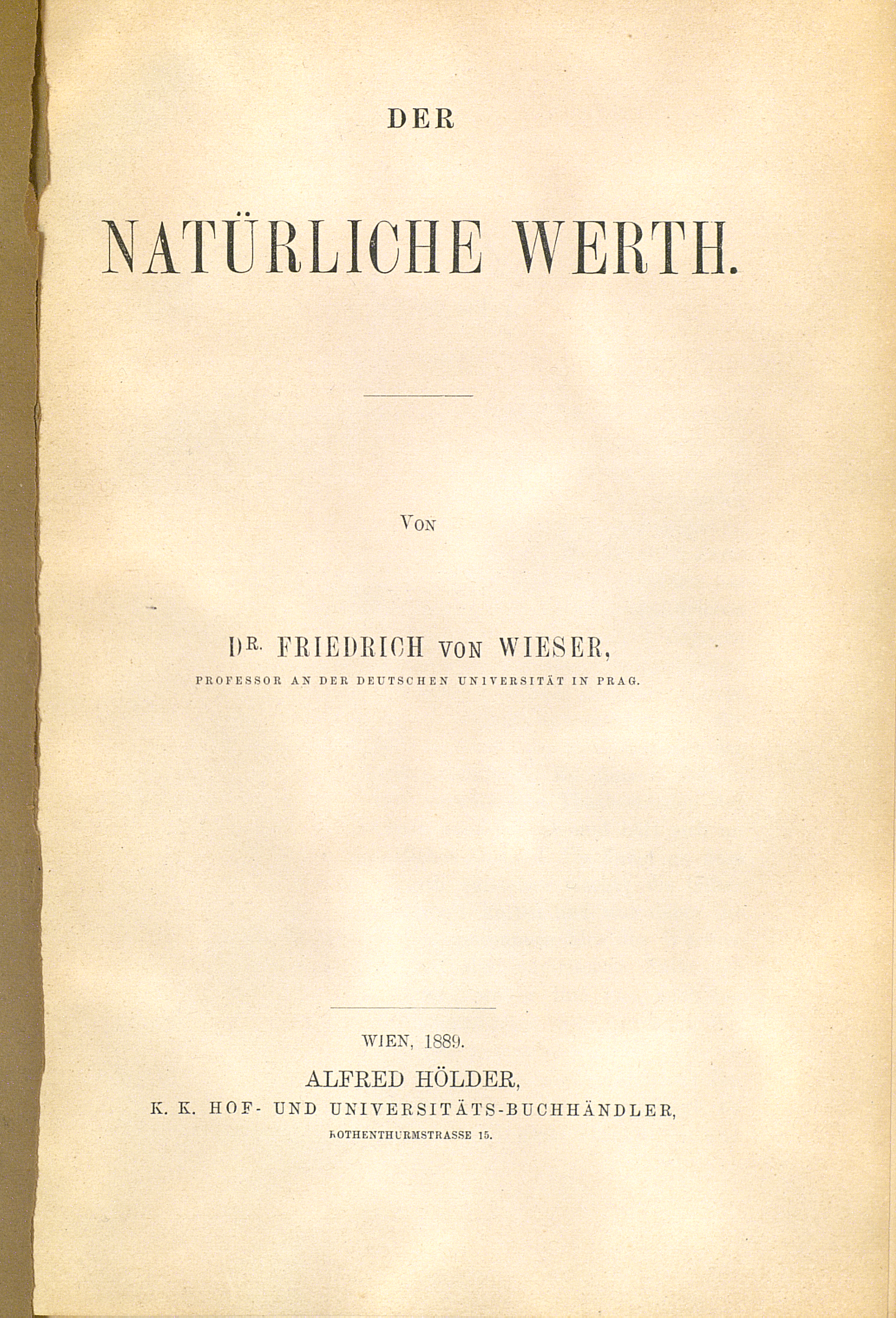
Der natürliche Werth, 1889

Friedrich Wieser wurde 1851 als Sohn des Beamten und Finanzfachmanns Leopold Wieser (1819–1902) geboren. Leopold Wieser war Hofrat im k.u.k. Kriegsministerium und fungierte zuletzt als Sektionschef des Gemeinsamen Rechnungshofes, der Rechnungskontrollbehörde für gemeinsame Außenpolitik und Verteidigung beider Landesteile Österreich-Ungarns. Als Kunstliebhaber gründete er den Verein zur Beförderung der bildenden Künste. Leopold Wieser wurde von Kaiser Franz Joseph I. mit dem Titel Geheimer Rat ausgezeichnet, 1858 auf Grund seiner Verdienste geadelt und 1889 in den erblichen Freiherrenstand erhoben. Von seinen Kindern ist neben Friedrich von Wieser auch der Künstler Hyacinth von Wieser (1848–1877) von Bedeutung. Die Adelstitel der Familie Wieser wurden mit dem Adelsaufhebungsgesetz vom 3. April 1919 abgeschafft.
Friedrich von Wieser begann nach seiner Matura am Wiener Schottengymnasium 1868 an der Universität Wien Jus zu studieren. Nach der Lektüre von Herbert Spencers Einleitung in das Studium der Soziologie galt sein Interesse auch der Volkswirtschaftslehre. 1875 erhielt Wieser ein Reisestipendium, das ihn für zwei Semester zum Nationalökonomen Karl Knies an der Ruprecht-Karls-Universität Heidelberg führte. Zwei weitere Semester war er bei Wilhelm Roscher an der Universität Leipzig und bei Bruno Hildebrand an der Universität Jena inskribiert.
Nach seinem juridischen Doktorat habilitierte er sich 1884 an der Universität Wien mit der Arbeit Über den Ursprung und die Hauptgesetze des wirthschaftlichen Werthes. Im selben Jahr wurde er als Extraordinarius an die seit 1882 von der tschechischen Hochschulbildung getrennte deutsche Universität in Prag berufen.
1889 zum ordentlichen Professor ernannt, war er 1901 / 1902 Rektor der Universität. In Prag erschien Der natürliche Werth, ein Werk, in dem Wieser die Wirtschaft als sich nach exakt formulierbaren Gesetzen vollziehender Kreislauf beschrieb.
1903 folgte Friedrich von Wieser dem Ruf der Universität Wien. Sein wirtschaftswissenschaftliches Hauptinteresse galt in den folgenden Jahren den Problemen der Geldtheorie. Am 30. August 1917 wurde er von Kaiser Karl I. in der Regierung Hussarek-Heinlein zum k.k. Handelsminister ernannt, ebenso in der letzten kaiserlichen Regierung, dem bis 11. November 1918 amtierenden Ministerium Lammasch. Außerdem war Wieser von 1917 bis 12. November 1918, als Deutschösterreich als Republik das Herrenhaus des Reichsrats abschaffte, vom Kaiser berufenes Mitglied des Herrenhauses.
1926 stellte er in seinem soziologischen und geschichtsphilosophischen Hauptwerk Das Gesetz der Macht seine in Deutschösterreich entstandenen Ergebnisse und Ideen dar.
Kurz nach seinem 75. Geburtstag gestorben, wurde Wieser in einem gewidmeten Grab der Stadt Wien auf dem Dornbacher Friedhof (Gruppe 11, Nummer 1 A) beigesetzt.

## Werke

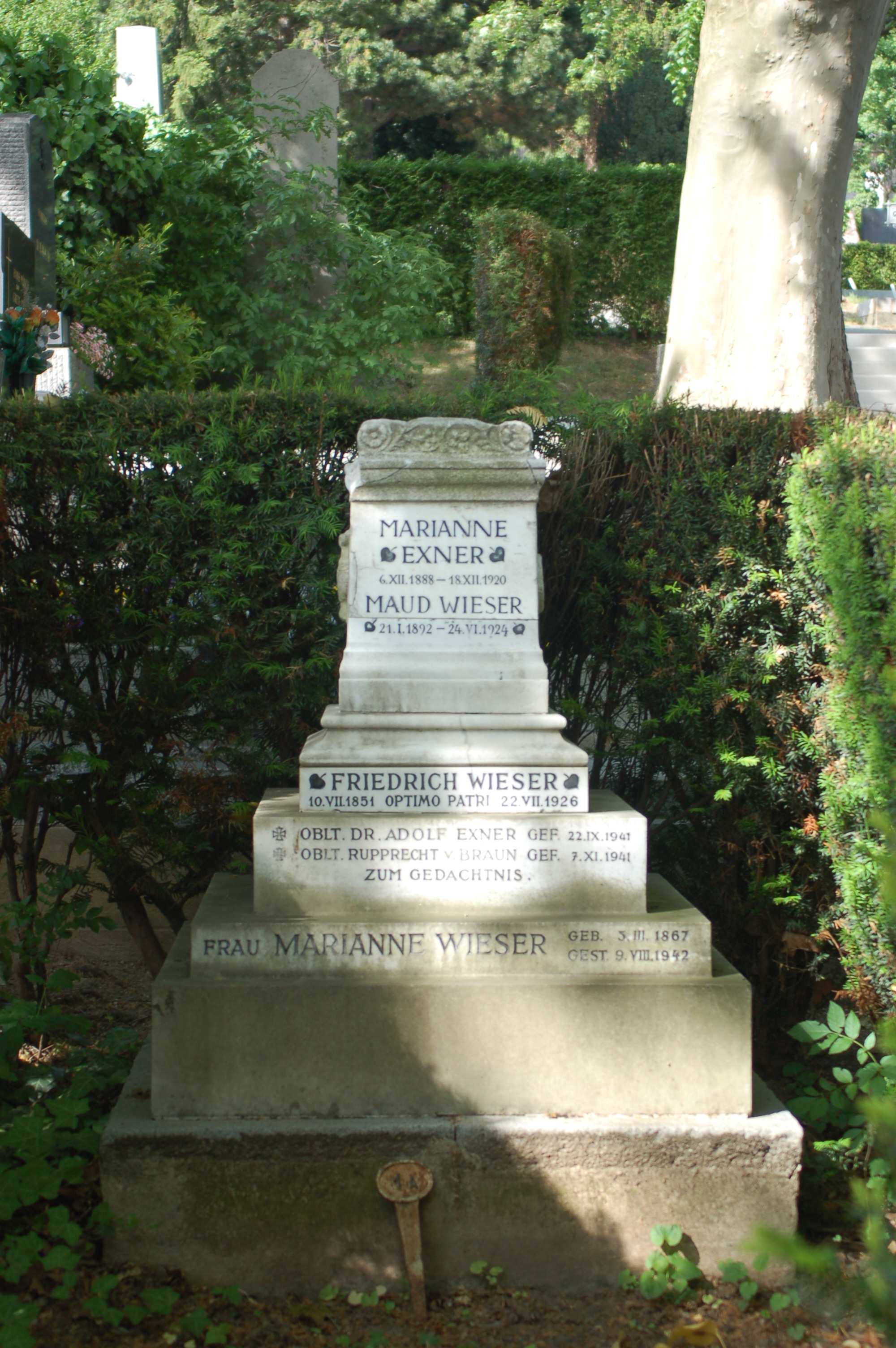
Wiesers Grabmal in Dornbach

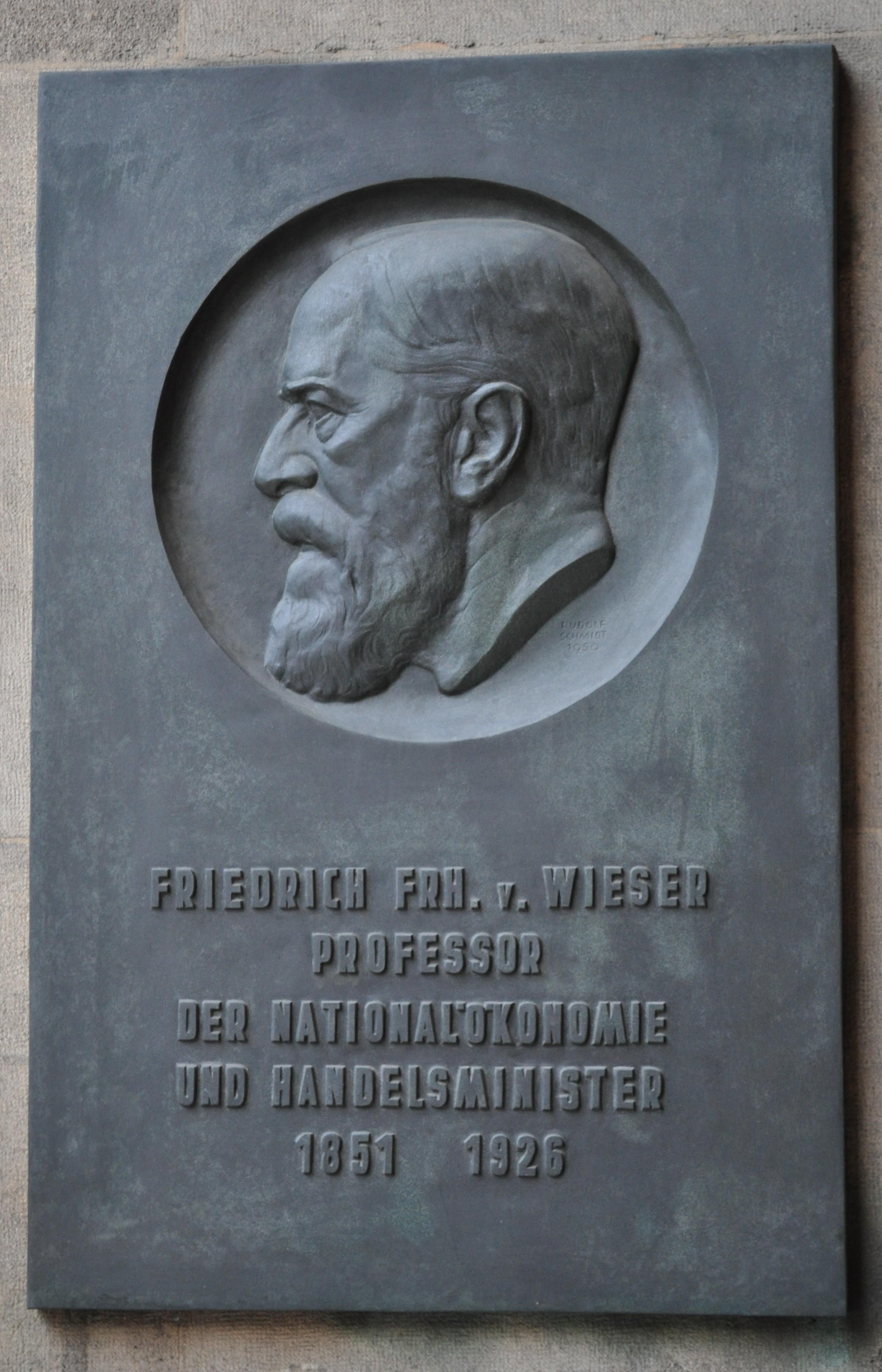
Ehrentafel im Arkadenhof der Universität Wien von dem Bildhauer Rudolf Schmidt

- Über den Ursprung und die Hauptgesetze des wirthschaftlichen Werthes, 1884
- Der natürliche Werth, 1889
- Über Vergangenheit und Zukunft der österreichischen Verfassung, 1905
- Die Theorie der städtischen Grundrente, 1909
- Recht und Macht, 1910
- Theorie der gesellschaftlichen Wirtschaft [Erstausgabe 1914], 1924
- Deutschböhmens Selbstbestimmungsrecht, in: Rudolf Lodgman von Auen: Deutschböhmen, Berlin 1919
- Österreichs Ende, 1919
- Das geschichtliche Werk der Gewalt, 1923
- Das Gesetz der Macht, 1926